# Ștefan Bălan
Ștefan Bălan (n. 1 ianuarie 1913, Brăila – d. 26 martie 1991, București) a fost un profesor universitar român, inginer doctor docent, membru titular al Academiei Române.:p. 75
Din 1958, a fost ministru adjunct al Învățământului și Culturii, iar din 23 martie 1963 titularul acestui departament (până în 19 august 1969). Anterior ocupase funcțiile de președinte al Comisiei de Stat a Standardizării, președinte al Comitetului de Stat pentru Tehnică (1952-1955), președinte al Comitetului Executiv al Sfatului Popular București, ministru al Construcțiilor (1956-1958). Între 1965-1969 a fost membru supleant al CC al PCR.

## Distincții
- Laureat al Premiului de Stat, pentru contribuția sa la întocmirea Lexiconului Tehnic Român.
- Ordinul Muncii clasa I (31 mai 1957) „pentru merite deosebite în muncă, cu ocazia celui de al II-lea Congres al Asociației Științifice a Inginerilor și Tehnicienilor din Republica Populară Romînă”[5]
- Ordinul „Steaua Republicii Populare Romîne” clasa a III-a (12 august 1959) „pentru merite deosebite în opera de construire a socialismului”[6]
- Medalia „40 de ani de la înființarea Partidului Comunist din Romînia” (6 mai 1961) „pentru merite în activitatea de partid și întărirea regimului democrat-popular”[7]
- Ordinul „Steaua Republicii Populare Romîne” clasa a II-a (18 august 1964) „pentru merite deosebite în opera de construire a socialismului, cu prilejul celei de a XX-a aniversări a eliberării patriei”[8]
- Ordinul „Tudor Vladimirescu” clasa a III-a (30 aprilie 1966) „cu prilejul celei de-a 45-a aniversări de la înființarea Partidului Partidului Comunist din România, pentru merite deosebite în opera de construire a socialismului”[9]
- Ordinul „Meritul Științific” clasa I (26 septembrie 1966) „pentru merite deosebite în activitatea științifică, cu prilejul Centenarului Academiei Republicii Socialiste România”[10]

## Lucrări publicate
- Lexiconul Tehnic Român (1949 - 1955) - coordonator și coautor
- Lexiconul Tehnic Romîn (1957 - 1968) - coordonator și coautor
- Galileo Galilei (1957)
- Mecanică teoretică (1959) - în colaborare cu Victor Vâlcovici, Radu Voinea ș.a.
- Cromoplasticitatea (1963) - în colaborare
- Încercarea construcțiilor (1965, traducere în limba franceză în 1970)
- Din istoria mecanicii (1966) - în colaborare cu I. Ivanov
- Complemente de mecanică teoretică (1975)
- Calculul structurilor în domeniul plastic. Momente independente (1976)
- Optimizări (1979) - în colaborare cu V. Petcu
- Dicționar cronologic al științei și tehnicii universale (1979) - coordonator și coautor

## Vezi și
- Lista primarilor Bucureștiului
- Lista membrilor Comitetului Central al Partidului Comunist Român